# 種ともこ
種 ともこ（たね ともこ、1961年11月7日 - ）は日本のシンガーソングライター・アレンジャーである。京都府長岡京市出身。同志社大学文学部哲学科卒業。

## 来歴
エキセントリックな歌声と言葉遣いの歌詞が特徴。自身でもオリジナルを発表する傍ら、多数の楽曲提供やアレンジ、音楽監督などの活動も行っている。親友にシンガーソングライターの新居昭乃など。2児の母でもある。
3歳よりピアノを習う。7歳のときに骨の病気が発病、約10年間入退院を繰り返す。当時同居していた叔父からギルバート・オサリバン、シカゴ、アルバート・ハモンドなどを聴かせてもらい洋楽を知る。また、歌謡曲も好きでいしだあゆみの「ブルーライト・ヨコハマ」は後にカバーする。中学時代は、合唱部に入部。コンクールでも入賞するような強豪校でありハーモニー(和声)の仕組みを学ぶ。この頃よく聴いていたのはビートルズ。部活の先生に声楽科への進学を勧められるが、声楽科のある高校は、ほぼ女子高のため普通校に進学。高校時代は、病気が再発したこともあり休みがちになる。この頃、詩を書き始める。影響を受けたのは西脇順三郎。また、知人のハードロックバンドに加入しキーボードを担当、ライブも経験する。セックス・ピストルズ、ケイト・ブッシュに影響を受ける。高校3年生のときニーチェを読んで哲学に憧れ大学は哲学科に入学するもすぐに飽き、バンド活動に明け暮れる。このバンド「OLFE」ではキーボード・作曲・アレンジを担当、ボーカルは別のメンバーだった。「うそつき少年」でKBS放送アマチュアコンテストで優秀賞を受賞。
卒業論文のテーマは「キェルケゴールにおける人格概念の形成について」。最初は引き続き大学院に入って教授になるつもりだったが、漫画の「エースをねらえ!」を読んで、その中の「テニスセンスのあるやつはいくらでもいる。でもその中で特訓に耐えられるやつだけがプロになれるんだ」といったくだりから考えを変え、　音楽の道を選択した。
大学卒業後、アルバイトをしながら音楽活動を続ける。1984年、CBSソニー（現・ソニー・ミュージックエンタテインメント）のSDオーディションで「うそつき少年」が優秀賞を受賞（ちなみにこのときの最優秀賞は、THE 東南西北。優秀賞は、種とLOOK。特別賞は、聖飢魔II）。翌1985年6月に上京。12月、「You're The One」（ANAスキーイメージソング）でデビュー。初期の3アルバム『いっしょに、ねっ。』(1986年2月)、『みんな愛のせいね。』(1986年11月)、『Che Che-Bye Bye』(1987年10月)は、武部聡志がアレンジおよびプロデュースし、彼らしい計算されつくしたシンセサイザーの積み重ねによる緻密なアレンジが特徴。また、イントロがキャッチーなため、テレビ番組のジングルとして多用された(『4時ですよーだ』など)。女の子の心情を歌ったポップな楽曲が多く、当時の女性シンガーソングライターの中でも個性が際立っていた。
1988年、アルバム未収録、リミックス曲などを集めた『ベクトルのかなたで待ってて』をリリース。このアルバムのリード曲「Pumps Race Song」のPV収録で生まれてはじめてパンプスを履く。
1989年のアルバム『オ・ハ・ヨ』以降、セルフプロデュースとなる。この頃より自ら打ち込みを行うようになる。また、当時、テレビ番組出演時などは、「天才種ともことしては…」という発言が目立った。『オ・ハ・ヨ』・『うれしいひとこと』(1990年2月)の2枚のテーマアルバムをリリース後、セルフプロデュースの集大成的なノーコンセプトアルバム『音楽』(1990年11月)をリリース。この頃、セールスが一番延びた時期であった。1991年9月『KISS OF LIFE』をリリース。
『Mighty Love』(1993年3月)、『HARVEST』(1994年6月)は、主に自宅でレコーディングされた。イギリス人エンジニアと結婚したのもこの時期である。自宅レコーディングから一転『感傷』(1995年5月)では、ON AIR EASTにて公開レコーディングを実施。ライブとして公開したが、メンバーの間には遮音板が立てられ、ミスがあった場合には再演奏された。ブックレットには、当日の観客との集合写真が使用されている。
1997年11月、第1子妊娠中から制作をスタートした『Locked in Heaven』が予定を大幅に遅れるもリリース。これをもって、SONY RECORDSとの契約を終了。以降インディーズからのリリースとなる。第2子を妊娠、アルバム制作のスケジュールが不確定になるが、他の人が作った曲を歌う企画が持ち込まれ、1999年12月、一曲を除きすべての作詞曲を他人にゆだねた実験作『hetero』をリリース。その後しばらくリリースが途絶える。この間に離婚。
2003年、プライヴェート・レーベルから2部作『in』『out』のリリースで復帰。その実験的、個性的な音楽性に磨きがかかった。同年、ソニー・ミュージックダイレクトより『11 YEAR'S WORKS(ゴールデン☆ベスト)』をリリース。種ともこ初のベスト・アルバムである（これは、種が過去の作品は過去のものであり、常に新しい種ともこを見てほしいという考えからであった）。通常、『ゴールデン☆ベスト』シリーズは、レコード会社による企画でアーティストは関わらないケースが多いが、このアルバムには種ともこもリミックスなどに関与しブックレットにコメントを寄せている。
2005年10月、『カナリア』をリリース。SONY時代のような音を積み重ねる手法から、音数を減らしじっくりと歌を聴かせるような音楽へ変化。円熟期を迎える。
2006年10月28日に全国東宝系ロードショー公開された映画『虹の女神 Rainbow Song』（主演：上野樹里、市原隼人）の主題歌「The Rainbow Song」を担当している。これは、アルバム『音楽』を聴いたプロデューサーの岩井俊二からのオファーにより再録音したものであった。ちなみにこの曲は、1990年のアニメ映画『リトル・ポーラベア〜しろくまくん、どこへ』の主題歌でもあり、2度目の主題歌起用である。同年、この曲を含むセルフカバーアルバム『ウタイツガレルウタ』(2006年10月)をリリース。
2007年5月、ホッピー神山をプロデューサーに迎え『おひさま』をリリース。タイトル曲 がハウスジャワカレーのCM曲となる。2009年5月、童謡カヴァーアルバム『雪月花』とインディーズ時代の曲のベストアルバム『カナリヤとおひさまとそれから』を同時リリース。
2011年3月11日に起こった東日本大震災の被災地支援活動として『種からつなげよう～笑ってて～』をスタート。以降、同名のチャリティライブを隔月のペースで開催するなどして募金活動を現在も継続中 (後述の#種からつなげよう～笑ってて～を参照)。また、チャリティ曲「笑ってて」を配信リリースし、収益を全て義捐金とする。同年10月に、この曲を含めたアルバム『uh Baby Baby』をリリース。共同プロデューサーとして菅原弘明を招いている。
2013年10月16日、アルバム『True Love Songs』をリリース。前作と同様に共同プロデューサーとして菅原弘明を起用し、「ラブソング、足りてる？」をキャッチフレーズとした恋愛三部作の第2弾。True Love Songs Tour 2013 として、同年秋に全国22ヶ所でライブを行う (『種からつなげよう』を含めると合計23ヶ所となる)。
2014年9月、ミニアルバム『家のピアノ』をツアー会場限定CDとして販売。恋愛三部作の第2.5弾。「ワタシの家に来て、ピアノ弾いて歌でも歌うから」がコンセプトの一発録り。本作品は2015年3月25日より一般流通でも発売された。
2014年9月13日に公開されたミュージカル映画『舞妓はレディ』（主演：上白石萌音）で、主題歌「舞妓はレディ」をはじめ11曲の作詞を周防正行監督と共同で担当（「ムーンライト」のみ種の単独作詞）。
2015年、「笑ってて」をフィーチャーして藤原伊織監督が制作したミュージックビデオ『しおり』が、ショートショートフィルムフェスティバルにて2015年度ミュージックShort部門UULAアワードを受賞。10月21日にアルバム『Love Song Remains The Same』をリリース。前作と同様に共同プロデューサーとして菅原弘明を起用した恋愛三部作の第3弾。
2016年10月、デビュー30周年企画として、アニメ/映画への提供曲や、未発表ライヴ音源など、これまでアルバムに収録されていなかったレア・トラックを集めた2枚組アルバム『DAILY BREAD』を発売。
2017年7月、前年のデビュー30周年企画の続きとして、ライブ音源 (CD+ハイレゾDL)と書籍をまとめたパッケージ『バトン』を500部限定で発売。
2007-2015年現在、国立音楽院にてシンガーソングライター科の講師を勤めている。

## 種からつなげよう～笑ってて～
東日本大震災をきっかけに、東北支援のために種ともこが立ち上げたチャリティや募金のイニシアチブ。同名のチャリティライブを定期的に行うとともに、それ以外のライブ会場でもコンスタントに募金を集め、約半年に一度のペースで支援先を選定し、寄付を行っている。

### チャリティライブ「種からつなげよう」
2011年5月より隔月で東京・北参道のストロボカフェにて開催。第一部が共演者(対バン)のステージ、第二部が種ともこのステージという二部構成。東北にゆかりのある共演者もしばしば出演している。種ともこはピアノの弾き語りスタイルが多く、毎回ギター、ベース、パーカッション、チェロなどのいずれかの楽器演奏者がサポート参加し、デュオ構成を取ることが多い。 Ustreamにて毎回生放送も行っている。
| Vol | 日付           | サポート                                         | 共演者 (対バン)                                      |
| --- | -------------- | ------------------------------------------------ | ---------------------------------------------------- |
| 1   | 2011年5月12日  | バカボン鈴木                                     | 平岡恵子 (ゲスト堀田義樹)                            |
| 2   | 2011年7月6日   | バカボン鈴木                                     | 東川亜希子                                           |
| 3   | 2011年9月14日  | 菅原弘明                                         | 戸田和雅子                                           |
| 4   | 2011年11月3日  | 菅原弘明                                         | 新居昭乃、[o.a.]Harmonic hanmmock (タリエ、清野雄翔) |
| 5   | 2012年1月18日  | 朝倉真司                                         | 山崎智咲子、嶌岡大祐                                 |
| 6   | 2012年3月7日   | 榎本高                                           | ゲントウキ                                           |
| 7   | 2012年5月16日  | 菅原弘明                                         | 堀下さゆり                                           |
| 8   | 2012年7月3日   | 榎本高                                           | 次松大助、ゲスト：小林伸幸（写真家）                 |
| 9   | 2012年9月5日   | 郷田祐美子                                       | 久保田洋司                                           |
| 10  | 2012年11月14日 | 菅原弘明                                         | 杉真理 (サポート：郷田祐美子）                       |
| 11  | 2013年1月16日  | 榎本高                                           | 伊藤サチコ                                           |
| 12  | 2013年3月10日  | 菅原弘明                                         | ゲントウキ                                           |
| 13  | 2013年5月22日  | 高橋結子                                         | 大木彩乃                                             |
| 14  | 2013年7月9日   | 榎本高                                           | 福原希己江                                           |
| 15  | 2013年9月11日  | 郷田祐美子                                       | 寺尾紗穂                                             |
| 16  | 2013年11月20日 | 菅原弘明                                         | 川村結花                                             |
| 17  | 2014年1月29日  | 榎本高                                           | 赤い靴                                               |
| 18  | 2014年3月9日   | 葛岡みち                                         | 寺前未来（サポート: 鹿嶋静）                         |
| 19  | 2014年5月27日  | 菅原弘明                                         | 伊豆田洋之                                           |
| 20  | 2014年7月30日  | 榎本高                                           | フルカワモモコ                                       |
| 21  | 2014年9月20日  | 葛岡みち                                         | chocolatre                                           |
| 22  | 2014年11月23日 | 高橋結子                                         | 篠原美也子                                           |
| 23  | 2015年1月20日  | 菅原弘明                                         | きたはらいく                                         |
| 24  | 2015年3月11日  | 榎本高                                           | 遠藤響子                                             |
| 25  | 2015年5月26日  | 郷田祐美子                                       | QUJILA（杉林恭雄、楠均）                             |
| 26  | 2015年7月8日   | 葛岡みち                                         | 鈴木雄大                                             |
| 27  | 2015年9月29日  | 榎本高                                           | 川久保秀一                                           |
| 28  | 2015年11月25日 | 葛岡みち                                         | 樽木栄一郎                                           |
| 29  | 2016年1月26日  | 菅原弘明                                         | 吉良知彦                                             |
| 30  | 2016年3月11日  | 菅原弘明、榎本高、葛岡みち、郷田祐美子、高橋結子 | -                                                    |

### 寄付状況
| 回     | 精算日        | 寄付先                                                | 寄付額      |
| ------ | ------------- | ----------------------------------------------------- | ----------- |
| 第1回  | 2011年9月1日  | 美味しい食べもの届け隊（現・被災地支援団体 aoSORAnt） | 265,202円   |
| 第2回  | 2012年1月30日 | ソーシャルコンシェルジュ                              | 400,335円   |
| 第3回  | 2012年8月10日 | 3.11肖像写真プロジェクト                              | 252,533円   |
| 第4回  | 2013年2月19日 | 大槌エコたわしプロジェクト                            | 113,210円   |
| 第5回  | 2013年8月21日 | やまだズのお米                                        | 181,203円   |
| 第6回  | 2014年1月29日 | 赤浜の復興を考える会                                  | 194,543円   |
| 第7回  | 2014年8月8日  | 社会福祉法人 夢のみずうみ村 子ども夢ハウスおおつち    | 206,331円   |
| 第8回  | 2015年2月13日 | 母笑（ががにこ）                                      | 176,945円   |
| 第9回  | 2015年12月9日 | NPO 法人 みんなのしあわせプロジェクト「工房もくもく」 | 143,470円   |
| 第10回 | 2016年8月26日 | 石巻日日こども新聞                                    | 398,649円   |
| 第11回 | 2018年5月14日 | NPO法人ガバチョ・プロジェクト                         | 219,500円   |
| 合計   | -             | -                                                     | 2,551,921円 |

## ディスコグラフィ

### シングル
- YOU'RE THE ONE (1985.12.21)   '86年ANAスキーツアーキャンペーン

Side B： Actor Mr. SANTA CLAUS
- Mermaid In Blue (1986.5.21)  フジテレビ系NTTトークスペシャルアニメ「サンゴ礁伝説 青い海のエルフィ」主題歌

Side B： Mermaid In Blue(エンディング・ヴァージョン)
- 10円でゴメンね〜Hot Chocolate Mix (1986.6.21) 12inchシングルとして発売

Side B： GOOD NIGHT/ラビリンス(迷宮)
- AIAI (1986.10.22)

Side B： お茶の間でDance
- ないしょLOVE CALL (1987.2.26)   コーセー化粧品春のキャンペーン・MBS「4時ですよーだ」オープニング（カラオケver.）

Side B： 射とめたいShyna-heart (New Remixed Version)
- 瞳のなかの少年 (1987.9.21)   フジテレビ系NTTトークスペシャルアニメ「瞳のなかの少年 十五少年漂流記」主題歌

Side B： 謝々 Bye Bye
- Pumps Race Song (1988.4.21)

C/W 遅咲きスキャンダル
- ゲンキ力(リョク)爆弾 (1989.2.1)

C/W INITIALISE
- 笑顔で愛してる (1989.11.22)   TX系列C.W.ニコルのおいしい博物誌

國府田マリ子がシングル曲としてカバー
C/W 屋上へゆこうよ
- ダイエット・ゴーゴー (1990.2.1)   テレビ朝日系どーする!?TVタックル

C/W ゲンキ力爆弾 Acoustic Mix(アルバム未収録)
- 水の中の惑星 (1990.6.21)   デンソーオートエアコンCFソング

C/W The Rainbow Song・single mix (アニメ映画「Little Polar Bear しろくまくんどこへ?」主題歌)
- きみとあるいてく (1990.10.21)

C/W お金もちになりたい
- ブルーライト・ヨコハマ・single mix long ver.(1991.7.25) 編曲は、種と小西康陽、詩の朗読に野宮真貴が参加。

C/W NAKED WOMAN
- おきてよダーリン (1991.9.21)

C/W 牧歌(アルバム未収録)
- スナオになりたいね (1993.2.21)

C/W 今さらI LOVE YOU(アルバム未収録)
- あなたをあきらめない (1994.5.21)

C/W 私ブスなの
- 悲しいほど自由 (1995.5.21)

C/W ヨーヨー
- カギのかかる天国 (1997.9.21)

C/W コンビニ・午前四時/You've come at the right time(共にアルバム未収録)
- MESSAGE #9 (1998.10.21)  TX系アニメ『ガサラキ』オープニングテーマ
- LOVE SONG (Full Version) (1998.10.21)  TX系アニメ『ガサラキ』エンディングテーマ

C/W LOVE SONG (TV Version/LOVE SONG (Original Karaoke)
- Broken Wings (2005.5,21)  WOWOWアニメ『トリニティ・ブラッド』エンディング&挿入歌

C/W Let me hear

### 配信限定シングル
- 笑ってて(2011.4.13) 同年秋リリースのアルバム「uh Baby Baby」にも収録。

### アルバム
- いっしょに、ねっ。(1986.2.26) デビューアルバム

LP1〜5曲目をGirls Side、6〜10曲目をBoys Sideとする。
ジャケットはよいこ・めばえ風のイラスト(レコード会社からは反対されるが押し切る)。価格が刷り込まれていたためCDの価格改定のたびジャケットが書き換えられた。
- みんな愛のせいね。(1986.11.21) 2ndオリジナルアルバム
- Ché Ché-Bye Bye(1987.10.1) 3rdオリジナルアルバム
- ベクトルのかなたで待ってて(1988.4.30) 既発表曲のリミックスと新曲で構成
- オ・ハ・ヨ(1989.3.1) 4thオリジナルアルバム
- うれしいひとこと(1990.2.21)

オリコンチャート最高5位を記録。
- 音楽(1990.11.21)
- KISS OF LIFE (1991.9.21)
- Mighty Love (1993.3.21)
- HARVEST (1994.6.22)
- 感傷 (1995.5.21)
- Locked in Heaven(1997.11.1)
- hetero(1999.12.1)

一曲目の作詞以外全ての楽曲制作を他人に委ねた実験作。楽曲提供者に上田現、サエキけんぞう、保刈久明、直枝政広、阿部義晴、杉林恭雄、林邦洋など。
- in(2003.3.5)

キャッチコピーは、「1人で聞きたい種ともこ」
- out(2003.5.21)

キャッチコピーは、「みんなで聞きたい種ともこ」
- 11 YEAR'S WORKS(ゴールデン☆ベスト)(2003.7.16) 1986年から1997年までの作品から選出した2枚組ベスト盤。
- カナリヤ(2005.10.26) 初回限定版はDVD付属。
- ウタイツガレルウタ(2006.10.25) CBSソニー時代の曲をセルフカヴァーしたアルバム
- おひさま(2007.5.23)
- 雪月花(2009.5.27) 童謡カヴァーアルバム
- カナリヤとおひさまとそれから(2009.5.27)インディーズ時代の曲のベストアルバム
- Uh Baby Baby(2011.10.26)
- True Love Songs(2013.10.16)
- 家のピアノ(2015.3.25)
- Love Song Remains The Same (2015.10.21)
- 種からつなげよう～笑ってて～ (2016.7.6) 初ライブCD
- DAILY BREAD(2016.10.5)
- バトン(2017.7.19) CD+ハイレゾDL+書籍
- rolling (2017.11.8)

### 映像作品
- O-HA-YO (1989.4.21 VHS) / O・HA・YO Tomoko Tane Concert '89 (2003.3.5 DVD)(LD)
- TOMOKOまで51km (1990.10.1 VHS 2005.9.7 DVD)(LD)
- TANE chang de chu (1991.3.21 VHS)(LD)
- VISION&PIANO(2004.7.30 DVD)
- ウタイツガレルウタ～LIVE～ (2006.11.29 DVD)
- MTV Premium Live in duo (2007.11.22 DVD)
- 「雪月花」クロニクル (2010.3.24 DVD)
- 25th Anniversary DVD「二十五年是好日」 (2013.10.16 DVD)

## ライブ
- 片恋同盟 日本青年館(1986.11.28)／大阪厚生年金会館(1986.12.15)／名古屋・今池ガスホール(1986.12.16)／熊本郵便貯金会館ホール(1986.12.18)／福岡都久志会館(1986.12.20)
- 最高のフィナーレ 中野サンプラザ(1989)
- コンサートツアー'90 東京厚生年金会館(1990.5.21)／大阪厚生年金会館(1990.5.23)／愛知県勤労会館(1990.5.24)
- 京都府立医科大学トリアス祭 京都府立勤労会館(1990.10.19)
- 帝塚山大学葡萄祭 (1990.11.11)
- O・S・O・S 大阪厚生年金会館(1991.1.23)
- 奈良大学青垣祭 (1991.11.3)
- 大阪経済大学樟祭 (1991.11.4)
- HARVEST 渋谷クラブクアトロ(1994.6.29-30)／心斎橋クラブクアトロ(1994.7.8)／名古屋クラブクアトロ(1994.7.9)
- 感傷 福岡・スカラエスパシオ(1995.7.3)／梅田・バナナホール(1994.7.5)／名古屋・ボトムライン(1994.7.6)／札幌・メッセホール(1994.7.10)／六本木ピットイン(1994.7.20-22)
- 秋の種「寄せ鍋の巻おかわり編」梅田・バナナホール(1995.12.27)
- Locked in Heaven 渋谷クラブクアトロ(1998.1.26)／心斎橋クラブクアトロ(1998.1.21)
- MESSAGE VOL.2 渋谷・ON AIR WEST(1999.5.15)
- 渋谷式夜過法 其ノ四 shibuya NEST(2001.3.16)
- Vision&Piano 恵比寿・SPAZIO2(2002.8.31)
- Vision&Piano 二子玉川・アレーナホール
- IN 表参道・FAB(2003.4.26)
- OUT 表参道・FAB(2003.7.19)／梅田・バナナホール(2003.7.30)
- 東京百歌 Vol.41 渋谷・Shibuya O-WEST(2004.05.29)
- カナリヤ 新宿・FACE(2005.11.27)／南堀江・knave(2005.12.1)
- ウタイツガレルウタ 青山・月見ル君想フ(2006.1.29/2006.2.26/2006.3.26/2006.4.30/2006.5.28/2006.6.25)
- 種からつなげよう (前述#チャリティライブ「種からつなげよう」を参照)

## 書籍
- いっしょに、ねっ(1985.12)
- ちょっと異邦人になりにいく(1986.10)
- おおきなもの〜Tomokoからの風景(1990.11)
  - 全項目著者は種ともこ、出版社はシンコー・ミュージック。

## 楽曲提供（編曲のみ担当の曲も含む）
- 相田翔子
  - 「サヨナラしかあげない」 作詞 - 種ともこ / 作曲 - 相田翔子 / 編曲 - 門倉聡
- 新居昭乃
  - 「The Moonlit Song」 作詞 - 種ともこ / 作曲・編曲 - 菅野よう子
- 内田有紀
  - 「パパはあなたがキライみたい」 作詞・作曲 - 種ともこ / 編曲 - 亀田誠治 / コーラスアレンジ - 種ともこ
  - 「お世話になりました」 作詞 - 種ともこ / 作曲 - 宮島律子 / 編曲 - 亀田誠治
  - 「揺れないでココロ」作詞・作曲 - 種ともこ / 編曲 - 武部聡志）
- 國府田マリ子
  - 「風がとまらない」 作詞・作曲 - 種ともこ / 編曲 - 亀田誠治
  - 「シンデレラまであと5分」 作詞・作曲 - 種ともこ / 編曲 - 西川進
  - 「引越し通知なし」 作詞・作曲・編曲 - 種ともこ
  - 「待っていました」 作詞・作曲 - 種ともこ / 編曲 - 亀田誠治
  - 「屋上へゆこうよ」 作詞・作曲 - 種ともこ / 編曲 - 西脇辰弥・High Cheez
  - 「さよなら」 作詞 - 國府田マリ子 / 作曲 - 奥居香・種ともこ / 編曲 - 奥居香・High Cheez
- 笹野みちる
  - 「わっせわっせ幸せ」 作詞・作曲 - 笹野みちる / 編曲 - 種ともこ
  - 「Out of Love」 作詞 - 笹野みちる / 作曲・編曲 - 種ともこ
  - 「たまには会おうよ」 作詞・作曲・編曲 - 種ともこ
- ZABADAK
  - 「Merry-go-roundみたいな君」 作詞 - 種ともこ / 作曲 - 吉良知彦 / 編曲 - ZABADAK
  - 「Christopher Robin」 作詞 - 種ともこ / 作曲 - 吉良知彦 / 編曲 - ZABADAK
- 椎名へきる
  - 「恋のレースクィーン」 作詞・作曲 - 種ともこ / 編曲 - たつのすけ
- 下川みくに
  - 「Remember」 作詞・作曲 - 種ともこ / 編曲 - 井上ヨシマサ
- 白鳥由里
  - 「ギンガムチェックで一週間」 作詞・作曲・編曲 - 種ともこ
  - 「星になれたら」 作詞・作曲 - 杉林恭雄・種ともこ / 編曲 - 松前公高
  - 「空のグリッドから」 作詞・作曲 - 杉林恭雄・種ともこ / 編曲 - 松前公高
- ともさかりえ
  - 「Good Times, Bad Times」 作詞・作曲 - 種ともこ / 編曲 - 美久月千晴
- 長山洋子
  - 「うたうように」 作詞・作曲 - 種ともこ / 編曲 - 鷺巣詩郎
  - 「屋上へゆこうよ」 作詞・作曲 - 種ともこ / 編曲 - 鷺巣詩郎
- Emily Bindiger
  - 「FLYING TEAPOT」 作詞 - 種ともこ / 作曲・編曲 - 菅野よう子 (『COWBOY BEBOP ORIGINALSOUNDTRACK3 BLUE』収録曲)
- 藤崎詩織（金月真美）
  - 「恋は星に届く」 作詞・作曲 - 種ともこ / 編曲 - 岸村正実
- 南野陽子
  - 「One Way For Graduation」 作詞・作曲 - 種ともこ / 編曲 - 武部聡志
  - 「O-JAWS」 作詞・作曲 - 種ともこ / 編曲 - 西平彰
- 森口博子
  - 「いちばん深い夜と朝のあいだで」 作詞・作曲 - 種ともこ / 編曲 - 迫田到
- 渡辺満里奈
  - 「パノラマでMerry Christmas」 作詞・作曲 - 種ともこ / 編曲 - 武部聡志
- 天才てれびくんシリーズ（NHK教育テレビの番組『天才てれびくん』内のミュージックてれびくんというコーナーで楽曲などを提供している。イベントにも出演した。）
  - 「YAKINIC GO GO」作詞・作曲・編曲 - 種ともこ
  - 「わかってナイ!」作詞・作曲 - 種ともこ / 編曲 - 松林正志
  - 「SUPERGIRL」作詞・作曲・編曲・コーラス・演奏 - 浅田祐介 / 種ともこ
  - 「Be My Friend」作詞・作曲・編曲・出演・コーラス・演奏 - 種ともこ
  - 「空になりたい」作詞・作曲・演奏 - 種ともこ
  - 「それっきゃないかもね」作詞・作曲・編曲・コーラス - 種ともこ
  - 「BAKAはここにいる」作詞・作曲・編曲・コーラス - 種ともこ
  - 「ドキドキのち晴れ」（2000年度エンディングテーマ）作詞・作曲 - 種ともこ / 編曲 - 松前公高
- 小春（上白石萌音）
  - 「舞妓はレディ」作詞 - 周防正行 種ともこ / 作曲・編曲 - 周防義和

## NHK みんなのうた
- 「ファット・マ・イズ・クリーニン・ザ・ルーム〜お掃除ママのうた〜」（放送時期：1986年12月 - 1987年1月期） 作詞：種ともこ、作曲：種ともこ、編曲：戸田誠司、アニメーション：前田昭
- 「買ってちょうだい」（放送時期：1987年8月 - 9月期） 作詞：種ともこ、作曲：種ともこ、編曲：奈良部匠平、映像：実写
  - 放送とCDではサビの歌詞が一部異なる。（放送：毎日歯も磨くから、CD：宿題もちゃんとするから）

## NHK Eテレ おかあさんといっしょ
- 「ようかいしりとり」 (2013.11.4) 作詞：おくはらゆめ、作曲・編曲：種ともこ
- 「すっぱ すっぱ すっぴょ！」(2016.9.5）作詞：おくはらゆめ 作曲・編曲：種ともこ

## ラジオ
- ともこの好奇心がいっぱい→ロマンシングT・T (1985.12.20 - 1994.3.25) FM横浜 毎週金曜19:00 - 19:30

## 参考
- 『11 YEAR'S WORKS(ゴールデン☆ベスト)』発売時のインタビュー